# Catch As Catch Can
Catch As Catch Can es el tercer álbum de estudio de Kim Wilde, publicado en 1983. El título proviene de la canción Caroline Says de Lou Reed.
Este LP fue el último que Kim grabó antes de que finalizase su contrato con la discográfica RAK. Aunque el sencillo Love Blonde tuvo un éxito moderado en las listas de ventas, el siguiente sencillo Dancing In The Dark no tuvo éxito, al igual que el álbum.
Originalmente editado en vinilo y en casete, el formato CD sólo se publicó originalmente en Japón, haciendo de éste un objeto de coleccionista durante muchos años. Los fanes tuvieron que esperar hasta 1995, en que se incluyó como parte del boxset The Originals.
En 2009 la discográfica Cherry Red remasterizó y reeditó el disco, incluyendo como bonus tracks varias versiones de Love Blonde y Dancing In The Dark, así como la cara B Back Street Driver.

## Lista de canciones
1. "House of Salome" (Wilde) — 3:36
2. "Back Street Joe" (Wilde) — 4:31
3. "Stay Awhile" (Wilde, Wilde) — 3:42
4. "Love Blonde" (Wilde, Wilde) — 4:08
5. "Dream Sequence" (Wilde) — 6:06
6. "Dancing in the Dark" (Nicky Chinn, Paul Gurvitz) — 3:44
7. "Shoot to Disable" (Wilde) — 3:37
8. "Can You Hear It" (Wilde, Wilde) — 4:29
9. "Sparks" (Wilde) — 4:08
10. "Sing It Out for Love" (Wilde) — 3:34

### Pistas adicionales (Edición remasterizada de 2009)
1. "Love Blonde" (7" versión) (Wilde, Wilde) —
2. "Back Street Driver" (cara B de "Dancing in the Dark") (Wilde, Wilde) —
3. "Love Blonde" (12" versión) (Wilde, Wilde) —
4. "Dancing in the Dark" (Nile Rodgers Re-Mix) (Nicky Chinn, Paul Gurvitz) —
5. "Dancing in the Dark" (Instrumental) (Nicky Chinn, Paul Gurvitz) —

- Datos: Q2941730